# جدول تک‌آهنگ‌های بریتانیا

نماد اصلی جدول

جدول تک‌آهنگ‌های بریتانیا (به انگلیسی: UK Singles Chart) جدول رسمی تک‌آهنگ‌های بریتانیا است.این جدول توسط شرکت آفیشال چارتس سازمان‌دهی می‌شود.